# Morten Eisner
Morten Eisner (født 13. juni 1954) er en dansk skuespiller. Morten Eisner er søn af maleren Ib Eisner og maleren Inger Larsen og bror til maleren Jeppe Eisner. Morten er far til Rosa og Victor.
Eisner er uddannet fra Skuespillerskolen ved Aarhus Teater i 1978 og har blandt andet været tilknyttet Det Danske Teater og Bellevue Teatret, hvor han spillede med i Folk og røvere i Kardemommeby. De fleste kender ham dog nok fra rollen som Bamse i DR's Bamses Billedbog fra 1986–1994. Siden har han været tilknyttet Betty Nansen Teatret, Aveny-T og Det Kongelige Teater.
Modtog 2019 Bakkens Oscar.
Fra 2020 er han ny Pjerrot på Bakken. I 2013 modtog han Tribini-prisen, der gives til "humørspreder, som udviser original kreativitet i sit virke med et godt øje for de skøre og skæve vinkler" af Dyrehavsbakken.

## Teater på Frilandsmuseet
Morten Eisner har gennem flere år lavet teater på Frilandsmuseet.
- Korn og Kærlighed (2004), sammen med David Owe & Marie Askehave [2]
- Bondepigens Brudefærd (2005), sammen med Hanne Fogh Pedersen, Jesper Pedersen & Kristian Holm Joensen [3]
- 1864 – den sande historie (2014), sammen med Sonja Oppenhagen, Meike Bahnsen, Tue Erhsted Rasmussen, Heidi Colding-Hansen, Anders Aamodt, Jesper Groth, Lars Halby, Theis Hansen, Jan Wessel Larsen & Emil Højlund-Nielsen [4][5][6][7][8][9][10]
- Paradis i Helvede (2014) [11][12][13]
- Pudder, parykker og prygl – bonden i 1700-tallets voldssamfund (2017), sammen med Niclas Kølpin [14]
- Hark Oluf (2017) [15]
- H.C. Andersens eventyr (2018), sammen med Peter Aude, Susanne Billeskov, Julie Jeziorski, Kirsten Breum, Finbarr Ryan & Niclas Kølpin [16][17]
- Hark Oluf (2018) [18][19]
- Orla Frøsnapper (2019), sammen med Peter Aude, Niclas Kølpin & Theresa Sølvsteen [20][21][22]
- Mig og bedstefar – og så Nisse Pok (2019), sammen med Theresa Sølvsteen [23]

## Filmografi
- Kampen om den røde ko (1987)
- Riget (1994)
- Albert (1998)
- Anklaget (2005)
- De unge år (2007)

### Tv-serier
- Familien Krahne (1982)
- Niels Klims underjordiske rejse (1984)
- Ugeavisen (1990-1991)
- Gøngehøvdingen (1992)
- Riget (1994)
- En fri mand (1996)
- TAXA (1997-1999)
- Hjerteflimmer (1998)
- Toast (1999)
- Dybt vand (1999)
- Finn'sk fjernsyn (1999)
- Hotellet (2000-2002)
- Forsvar (2003-2004)
- Jul i Valhal (2005)
- Forbrydelsen II (2009)
- Blekingegade (2009-2010)